# هندی، شهرستان مونرو، ایندیانا
هندی (به انگلیسی: Handy) یک منطقهٔ مسکونی در ایالات متحده آمریکا است که در ایندیانا واقع شده‌است. هندی ۲۳۴٫۰۹ متر بالاتر از سطح دریا قرار دارد.